# Ученики 36 ступеней Шаолиня
«Ученики 36 ступеней Шаолиня» (кит. 霹靂十傑, англ. Disciples of the 36th Chamber) — гонконгский фильм с боевыми искусствами режиссёра Лю Цзяляна, вышедший в 1985 году. Третий фильм входит в трилогию с Лю Цзяхуэй «36 ступеней».

## Сюжет
Фан Шиюй (Фон Сайюк) в подростковом возрасте является одарённым учеником по боевым искусствам, но он плохой ученик в школе и постоянно нарушает дисциплину, несмотря на то, что школой управляет его отец. Влиятельные маньчжурские чиновники из Гуандуна добиваются гегемонии над коренным населением и грозят закрыть школу.
Шиюй усугубляет положение, когда затевает драку с лидером маньчжуров. Для того, чтобы спасти честь своей семьи и оставить школу открытой, мать Шиюя заключает сделку с монахом из Шаолиня Сань Дэ, по которой её сын отправляется в 36 зал Шаолиня, где обучают боевым искусствам людей не из монастыря. Тем не менее, Шиюй слишком гордый и не имеет уважения к властям, поэтому он продолжает устраивать беспорядки. В конце концов, действия Фан Шиюя дают причину маньчжурскому губернатору закрыть 36 зал и уничтожить всех его учеников.

## В ролях
| Актёр       | Роль                    |
| ----------- | ----------------------- |
| Сяо Хоу     | Фан Шиюй                |
| Лю Цзяхуэй  | Сань Дэ                 |
| Ли Лили     | Мяо Цуйхуа              |
| Джейсон Бай | губернатор              |
| Лю Цзялян   | мастер боевых искусств  |
| Май Вэйчжан | Фан Майюй               |
| Чин Мяо     | Фун Дэ                  |
| Лэй Хойсан  | Тигр Лэй                |
| Юань Цю     | Ли Сяохуань             |
| Чжань Сэнь  | сотрудник школы Ша Доэр |